# Šípkové
Šípkové es un municipio del distrito de Piešťany en la región de Trnava, Eslovaquia, con una población estimada a final del año 2024 de 303 habitantes.
Se encuentra ubicado en el centro-este de la región, cerca del río Váh (cuenca hidrográfica del Danubio) y de la región de Nitra.

## Demografía
| Año        | 1994 | 2004     | 2014    | 2024    |
| ---------- | ---- | -------- | ------- | ------- |
| Población  | 416  | 337      | 316     | 303     |
| Diferencia |      | −18,99 % | −6,23 % | −4,11 % |

| Año        | 2023 | 2024 |
| ---------- | ---- | ---- |
| Población  | 300  | 303  |
| Diferencia |      | +1 % |